# Дом Франкенштейна (фильм)
«Дом Франкенштейна» (англ. House of Frankenstein) — фильм ужасов из Классической серии фильмов ужасов студии Universal. Фильм является сиквелом фильма Франкенштейн и нескольких последующих картин цикла. Премьера состоялась 1 декабря 1944 года.

## Сюжет
Главным персонажем фильма является злобный доктор Густав Ниеманн, который за свои преступные опыты посажен в тюрьму. Однако в тюрьму попадает молния и здание рушится. Доктору помогает горбун Дэниел, для которого доктор обещает создать новое, красивое тело. На свободе они встречают шоу Лампини, которое везет настоящий скелет Дракулы. Захватив телеги шоу, Ниеманн решает отомстить тем, кто засадил его в тюрьму, и при помощи оживленного Дракулы убивает бургомистра Гуссмана. Чтобы уйти от погони, он бросает гроб с Дракулой на рассвете, и вампир умирает от солнечных лучей. Одержимый идеей продолжить исследования Франкенштейна, Ниеманн приезжает в замок мертвого ученого, чтобы найти его записи. В затопленных руинах Замка Франкенштейна, где они находят во льду тела монстра и оборотня Ларри Тэлбота. Ниеманн обещает Тэлботу, что найдет лекарство, которое поможет ему. Однако на самом деле доктор больше интересуется воскрешением монстра и своей местью, чем исполнением обещаний, которые он дал Тэлботу и Дэниэлу. Тэлбот превращается в оборотня и убивает человека, что вызывает возмущение деревенских жителей.
Потом они подбирают на улице цыганку, в которую влюбляется Дэниэл. А сама цыганка влюбляется в Тэлбота, и из-за этого горбун очень завидует Лоуренсу. Дэниэл рассказывает цыганке про проклятие Тэлбота, но она не расстраивается и обещает помочь Тэлботу снять проклятие.
Ночью ситуация приобретает критический оборот, Ниеманн оживляет монстра Франкенштейна, и Тэлбот снова превращается в оборотня. Цыганка стреляет в Тэлбота серебряными пулями и он умирает, таким образом спасая его от вечного проклятия, но и сама цыганка умирает. Дэниэл возлагает ответственность за её смерть на Ниеманна и начинает душить его. Монстр вмешивается, бросает Дэниэла из окна. Крестьяне начинают преследовать Ниеманна и монстра и загоняют их в болота. Там и монстр и Ниеманн тонут.

## В ролях
- Борис Карлофф — Доктор Ниеманн
- Дж. Кэррол Нэш — горбун Дэниэл
- Джон Кэррадайн — Дракула
- Лон Чейни младший — оборотень Ларри Тэлбот
- Елена Вердуго — цыганка
- Энн Гвин — Рита Хуссман
- Гленн Стрэйндж — монстр Франкенштейна
- Джордж Зукко — Бруно Лампини
- Филип Ван Зандт — Мюллер

## Факты
- Несмотря на название, это первый фильм серии Universal, в котором не появляется ни один член семьи Франкенштейна.
- Бела Лугоши не исполнял в этом фильме роль Дракулы, частично из-за переговоров, а частично потому что студия была огорчена его работой в фильме Франкенштейн встречает человека-волка (1943), где он был в роли Монстра Франкенштейна.
- Первоначально в фильме должна была быть мумия (другой классический персонаж Universal), но из-за нехватки бюджета пришлось её в фильм не вводить.
- Первоначальное название «Выводок Дьявола», этому проекту давали 354 000 $ и относительно щедрый (по стандартам Universal) 30-дневный срок съемок. Звезда Борис Карлофф зарабатывал 20 000 $, и Лон Чейни-младший получил 10 000 $ за свою третью по счету роль в образе Человека-волка. Джон Кэррадайн и Дж. Кэролл Нейш оба получали по 7 000 $. Лайнел Атвилл зарабатывал 1750 $, и Джорджу Зукко платили 1500 $. Гленну Странджу платили 500 $ за его роль монстра Франкенштейна.